# Manifestations de 2024 en Bachkirie
Les manifestations de 2024 en Bachkirie sont des manifestations qui commencent dans la république de Bachkirie, en Russie, à la suite du verdict d'une affaire pénale contre le militant écologiste bachkir Fail Alsynov (en), condamné à quatre ans de prison. Cela conduit à des manifestations dans la ville de Baïmak, où au moins un millier de manifestants bachkirs se rassemblent. Les manifestations donnent lieu à des affrontements avec la police anti-émeute, qui riposte en utilisant des gaz lacrymogènes et en faisant usage de matraques contre les manifestants. Les manifestations s'étendent à la capitale régionale d'Oufa le 19 janvier, où dix personnes sont arrêtées. 

## Contexte
En avril 2023, le militant Faïl Alsynov participe à des manifestations dans le village d'Ichmourzino, dans le raïon de Baïmak en Bachkirie, contre les travaux d'exploration géologique à proximité du village sur la chaîne de montagnes Irendyk,.
En octobre 2023, après son discours à Ichmourzino, une déclaration est rédigée contre Faïl Alsynov, personnellement par le chef de la république de Bachkirie, Radi Khabirov. Le communiqué indique qu'Alsynov s'est exprimé publiquement lors d'un rassemblement de citoyens près d'un centre culturel rural avec un discours au contenu négatif envers les personnes de nationalités arménienne, caucasienne et centrasiatique, lors d'un rassemblement organisé en avril 2023 pour la défense des terres du Trans-Oural bachkir face à l'exploitation minière. Le rassemblement est organisé pour empêcher l'extraction des ressources, car les entreprises et leurs organisateurs qui extrayaient auparavant les ressources avaient une réputation négative et étaient affiliés au gouvernement de la république.
Alsynov, comme les habitants de différents villages, fait valoir que l'exploitation aurifère incontrôlée se poursuit, polluant l'environnement. La justice s'est parfois rangée du côté des industriels. Cela a déjà été rapporté par les médias de la chaîne NTV en mai 2023 et de Moskovski Komsomolets le 17 janvier 2024.
En janvier 2024, le parquet requiert quatre ans de prison contre Faïl Alsynov. À partir de janvier 2024, des audiences à huis clos ont lieu. Pendant les audiences du tribunal, des rassemblements de plusieurs milliers de personnes sont organisés pour défendre Alsynov.

## Manifestations
Le 15 janvier 2024, la troisième audience du tribunal se tient à Baïmak, au cours de laquelle l'annonce du verdict est prévue pour le 17 janvier. Selon diverses estimations, entre 1 000 et 5 000 personnes viennent au procès pour soutenir Alsynov. 
En raison des protestations croissantes en Bachkirie, le service de messagerie WhatsApp aurait été bloqué dans toute la Russie, car les messages envoyés par des utilisateurs de grandes villes telles que Moscou, Kazan, Nijni Novgorod et Saint-Pétersbourg ne sont pas reçus. La plupart des messages n'ayant pas été transmis proviennent de la ville d'Oufa, qui représenterait 22 % de tous les messages du pays, selon les données fournies par le service Downdetector,. 
Le 16 janvier 2024, Alsynov est ajouté sur la « liste des extrémistes ».
Le 17 janvier 2024, Alsynov est condamné à quatre ans de prison en vertu de l'article sur l'incitation à la haine ethnique pour l'utilisation de l'expression « Kara halyk », traduite littéralement par « les noirs » ou « peuples indigènes », ces mots adressés aux « non-locaux » sont interprétés par le tribunal comme incitant à la haine ethnique ; contre les peuples du Caucase et d'Asie, ce qui est confirmé au département de langue bachkir de l'université des sciences et technologies d'Oufa. « Kara halyk » est aussi le nom conventionnel de la population féodale dépendante de la Horde d'or, du khanat d'Astrakhan, du khanat de Kazan, de Sibir et d'autres États tatars aux XIIIe – XVIe siècles. 
Au même moment, des manifestations commencent devant le palais de justice. Des affrontements avec les forces de sécurité sont également constatés pendant plusieurs jours, et des participants sont arrêtés,. Selon les estimations des manifestants, le nombre de manifestants atteint environ 10 000 personnes, malgré la population de Baïmak de 17 700 personnes.
Le 19 janvier 2024, un rassemblement d'au moins 2 000 personnes a lieu à Oufa sur la place Salavat Ioulaïev, qui est dispersé par les forces de sécurité.

## Réactions
Le chef de la république de Bachkirie, Radi Khabirov, promet en réponse qu'il ne « tolérerait pas l'extrémisme et les tentatives visant à saper la situation » dans la région, affirmant : « Vous pouvez revêtir le masque d'un bon militant écologiste, d'un patriote, mais en réalité, la situation n'est pas du tout la même. Un groupe de personnes, dont certaines à l'étranger, étant essentiellement des traîtres, appellent à la séparation de la Bachkirie de la Russie. Ils appellent ici à la guérilla. Parmi eux, [Rouslan] Gabbasov ». Khabirov décrit également la décision de reconnaître le parti politique Bachkort en tant qu'organisation extrémiste comme une « bonne décision ».